# Hagen, Moselle
Hagen là một xã trong vùng Grand Est, thuộc tỉnh Moselle, quận Thionville-Est, tổng Cattenom. Tọa độ địa lý của xã là 49° 29' vĩ độ bắc, 06° 10' kinh độ đông. Hagen nằm trên độ cao trung bình là 272 mét trên mực nước biển, có điểm thấp nhất là 238 mét và điểm cao nhất là 290 mét. Xã có diện tích 3,51 km², dân số vào thời điểm 1999 là 121 người; mật độ dân số là 34,5 người/km². Xã nằm khoảng 16 km về phía bắc của Thionville, thuộc Pháp từ năm 1769.